# Green is the new black
Green Is the New Black è un programma televisivo italiano di genere docu-serie e talk show, in onda su La5 dal 10 aprile al 19 maggio 2024 con la conduzione di Giorgia Palmas, affiancata dalla stylist Camilla Grandi.

## Il programma
Green Is the New Black è una serie documentaristica. Il format televisivo si occupa di moda e stile di vita, attraverso un viaggio pop fra ecologia e fashion, alla scoperta di storie sorprendenti e realtà uniche nel mondo della moda sostenibile.

## Stagione
| Stagione | Anno | Conduzione     | Periodo        | Periodo        | Puntate |
| Stagione | Anno | Conduzione     | Inizio         | Fine           | Puntate |
| -------- | ---- | -------------- | -------------- | -------------- | ------- |
| 1ª       | 2024 | Giorgia Palmas | 10 aprile 2024 | 19 maggio 2024 | 6       |

## Episodi
| Episodio | Titolo         | 1ª Messa in onda | Replica        |
| -------- | -------------- | ---------------- | -------------- |
| 1        | Futuro         | 10 aprile 2024   | 14 aprile 2024 |
| 2        | Creatività     | 17 aprile 2024   | 21 aprile 2024 |
| 3        | Valore         | 24 aprile 2024   | 28 aprile 2024 |
| 4        | Impegno        | 1° maggio 2024   | 5 maggio 2024  |
| 5        | Consapevolezza | 8 maggio 2024    | 12 maggio 2024 |
| 6        | Equilibrio     | 15 maggio 2024   | 19 maggio 2024 |